# Liste der Länderspiele der Futsalnationalmannschaft der Demokratischen Republik Kongo
Die nachfolgende Liste enthält alle Länderspiele der Futsalnationalmannschaft der Demokratischen Republik Kongo der Männer, die der Fußballverband der DR Kongo (1971–1997 Zaire), die Fédération congolaise de football association (FÉCOFA, 1971–1997 Fédération zaïroise de football association (FÉZAFA)), im Jahr 1996 gegründet hat. Futsal ist die einzige von der FIFA anerkannte Variante des Hallenfußballs. Bisher wurden vier Länderspiele ausgetragen.

## Länderspielübersicht
Legende
- Erg. = Ergebnis
- n. V. = nach Verlängerung
- i. S. = im Sechsmeterschießen
- abg. = Spielabbruch
- H = Heimspiel
- A = Auswärtsspiel
- * = Spiel auf neutralem Platz
- Hintergrundfarbe grün = Sieg
- Hintergrundfarbe gelb = Unentschieden
- Hintergrundfarbe rot = Niederlage

### Zaire
| Nr. | Datum      | Erg. | Gegner   |   | Austragungsort | Anlass                             | Bemerkungen |
| --- | ---------- | ---- | -------- | - | -------------- | ---------------------------------- | --- |
| 1   | 25.09.1996 | 5:19 | Ghana    | * | Kairo (EGY)    | Afrikameisterschaft 1996- Endrunde | Erstes Spiel auf neutralem Platz Erste Niederlage Erste Niederlage auf neutralem Platz Höchste Niederlage Höchste Niederlage auf neutralem Platz Erstes Länderspiel gegen Ghana |
| 2   | 26.09.1996 | 4:4  | Somalia  | * | Kairo (EGY)    | Afrikameisterschaft 1996- Endrunde | Erstes Unentschieden Erstes Unentschieden auf neutralem Platz Höchstes Unentschieden Höchstes Unentschieden auf neutralem Platz Erstes Länderspiel gegen Somalia                |
| 3   | 29.09.1996 | 1:9  | Simbabwe | * | Kairo (EGY)    | Afrikameisterschaft 1996- Endrunde | Erstes Länderspiel gegen Simbabwe |
| 4   | 30.09.1996 | 4:13 | Ägypten  | A | Kairo (EGY)    | Afrikameisterschaft 1996- Endrunde | Erstes Auswärtsspiel Erste Auswärtsniederlage Höchste Auswärtsniederlage Erstes Länderspiel gegen Ägypten                                                                       |

### DR Kongo
| Nr.                                                                         | Datum | Erg. | Gegner |  | Austragungsort | Anlass | Bemerkungen |
| --------------------------------------------------------------------------- | ----- | ---- | ------ |  | -------------- | ------ | ----------- |
| Seit der Umbenennung des Landes wurden noch keine Länderspiele ausgetragen. |       |      |        |  |                |        |             |
| Stand: 27. August 2018                                                      |       |      |        |  |                |        |             |

## Statistik
In der Statistik werden nur die offiziellen Länderspiele berücksichtigt.
Legende
- Sp. = Spiele
- Sg. = Siege
- Uts. = Unentschieden
- Ndl. = Niederlagen
- Hintergrundfarbe grün = positive Bilanz
- Hintergrundfarbe gelb = ausgeglichene Bilanz
- Hintergrundfarbe rot = negative Bilanz

### Gegner
| Land     | Kontinentalverband | Sp. | Sg. | Uts. | Ndl. | Torverhältnis |
| -------- | ------------------ | --- | --- | ---- | ---- | ------------- |
| Ägypten  | CAF                | 1   | 0   | 0    | 1    | 04:13         |
| Ghana    | CAF                | 1   | 0   | 0    | 1    | 05:19         |
| Simbabwe | CAF                | 1   | 0   | 0    | 1    | 1:9           |
| Somalia  | CAF                | 1   | 0   | 1    | 0    | 4:4           |
| Gesamt   | Gesamt             | 4   | 0   | 1    | 3    | 14:45         |

### Kontinentalverbände
| Kontinentalverband                 | Sp. | Sg. | Uts. | Ndl. | Torverhältnis |
| ---------------------------------- | --- | --- | ---- | ---- | ------------- |
| AFC (Asien)                        | 0   | 0   | 0    | 0    | 0:0           |
| CAF (Afrika)                       | 4   | 0   | 1    | 3    | 14:45         |
| CONCACAF (Nord- und Mittelamerika) | 0   | 0   | 0    | 0    | 0:0           |
| CONMEBOL (Südamerika)              | 0   | 0   | 0    | 0    | 0:0           |
| OFC (Ozeanien)                     | 0   | 0   | 0    | 0    | 0:0           |
| UEFA (Europa)                      | 0   | 0   | 0    | 0    | 0:0           |
| Gesamt                             | 4   | 0   | 1    | 3    | 14:45         |

### Anlässe
| Anlass                              | Sp. | Sg. | Uts. | Ndl. | Torverhältnis |
| ----------------------------------- | --- | --- | ---- | ---- | ------------- |
| Afrikameisterschaft-Endrundenspiele | 4   | 0   | 1    | 3    | 14:45         |
| Freundschaftsspiele                 | 0   | 0   | 0    | 0    | 0:0           |
| Gesamt                              | 4   | 0   | 1    | 3    | 14:45         |

### Spielarten
| Spielart                       | Sp. | Sg. | Uts. | Ndl. | Torverhältnis |
| ------------------------------ | --- | --- | ---- | ---- | ------------- |
| Heimspiele (H)                 | 0   | 0   | 0    | 0    | 0:0           |
| Spiele auf neutralem Platz (*) | 3   | 0   | 1    | 2    | 10:32         |
| Auswärtsspiele (A)             | 1   | 0   | 0    | 1    | 04:13         |
| Gesamt                         | 4   | 0   | 1    | 3    | 14:45         |

### Austragungsorte
| Austragungsort | Land    | Sp. | Sg. | Uts. | Ndl. | Torverhältnis |
| -------------- | ------- | --- | --- | ---- | ---- | ------------- |
| Kairo          | Ägypten | 4   | 0   | 1    | 3    | 14:45         |
| Gesamt         | Gesamt  | 4   | 0   | 1    | 3    | 14:45         |

### Spielergebnisse
|      | Gegentore | Gegentore | Gegentore | Gegentore | Gegentore | Gegentore | Gegentore | Gegentore | Gegentore | Gegentore | Gegentore | Gegentore | Gegentore | Gegentore | Gegentore | Gegentore | Gegentore | Gegentore | Gegentore | Gegentore |
| Tore | 0         | 1         | 2         | 3         | 4         | 5         | 6         | 7         | 8         | 9         | 10        | 11        | 12        | 13        | 14        | 15        | 16        | 17        | 18        | 19        |
| ---- | --------- | --------- | --------- | --------- | --------- | --------- | --------- | --------- | --------- | --------- | --------- | --------- | --------- | --------- | --------- | --------- | --------- | --------- | --------- | --------- |
| 0    | -         | -         | -         | -         | -         | -         | -         | -         | -         | -         | -         | -         | -         | -         | -         | -         | -         | -         | -         | -         |
| 1    | -         | -         | -         | -         | -         | -         | -         | -         | -         | 1         | -         | -         | -         | -         | -         | -         | -         | -         | -         | -         |
| 2    | -         | -         | -         | -         | -         | -         | -         | -         | -         | -         | -         | -         | -         | -         | -         | -         | -         | -         | -         | -         |
| 3    | -         | -         | -         | -         | -         | -         | -         | -         | -         | -         | -         | -         | -         | -         | -         | -         | -         | -         | -         | -         |
| 4    | -         | -         | -         | -         | 1         | -         | -         | -         | -         | -         | -         | -         | -         | 1         | -         | -         | -         | -         | -         | -         |
| 5    | -         | -         | -         | -         | -         | -         | -         | -         | -         | -         | -         | -         | -         | -         | -         | -         | -         | -         | -         | 1         |